# Zafadola
Áhmad al-Mustánsir Sayf al-Dawla più conosciuto come Zafadola, corruzione di Sayf al-Dawla, "Spada della Dinastia" (... – 5 febbraio 1146 nella battaglia di al-Ludjdj)) è stato un nobile andaluso, signore di Rueda de Jalón, membro della dinastia dei Banu Hud, figlio di Abdelmálik (ultimo re della taifa di Saragozza), e vasallo di Alfonso VII di León.

## Biografia
Dopo la conquista di Saragozza da parte degli Almoravidi nel 1110, Abdelmálik (morto nel 1130) e lo stesso Zafadola resistettero agli Almoravidi nella fortezza di Rueda con l'assistenza occasionale di Alfonso I di Aragona.
Nel 1135 Zafadola, insieme ai suoi figli, riconobbe Alfonso VII di Leon "el Emperador" come re offrendogli il vassallaggio, e cedendogli il suo castello di Rueda de Jalón. In cambio ricevette possedimenti nel regno di Toledo. Nel contesto dell'idea imperiale di Leon, Alfonso VII ebbe come meta la creazione di un al-Ándalus governato da Zafadola vassallo della monarchia castigliana-leonese e opposto alla presenza almoravide nella penisola iberica. Divenne in re di buona parte del sud-est peninsulare avendo combattuto gli Almoravidi in città come Jaén, Granada e Murcia. L'assassinio di Zafadola per mano dei cavalieri villani nella battaglia di Chinchilla nel 1146, vanificò qualsiasi speranza di portare a compimento i piani di Alfonso VII, già di per sé con serie complicazioni aggiuntive, secondo García Fitz.